# عبد الجبار (لاعب كريكت)
عبد الجبار (1 مارس 1983 في باكستان - ) (بالأردوية: عبد الجبار)‏ (بالإنجليزية: عبد الجبار)‏ هو لاعب كريكت باكستاني. شارك مع منتخب كندا الوطني للكريكت.

## وصلات خارجية
- عبد الجبار على موقع إي آس بي آن كريك إنفو (الإنجليزية)